# Brachythecium aureonitens
Brachythecium aureonitens là một loài Rêu trong họ Brachytheciaceae. Loài này được (Mönk.) Loeske mô tả khoa học đầu tiên năm 1905.